# Región de Arica y Parinacota
La región de Arica y Parinacota es una de las dieciséis regiones en que se divide la República de Chile. Se encuentra en el extremo norte del país, limitando al norte con el departamento de Tacna (Perú), al este con los departamentos de La Paz y Oruro (Bolivia), al sur con la región de Tarapacá y al oeste con el océano Pacífico. 
Según proyecciones del censo de 2023, la región cuenta con 259 802 habitantes, lo que la convierte en la tercera menos poblada del país, superando solo a las regiones de Magallanes y Aysén. Con una superficie de 16 873 km², es la quinta menos extensa, por delante de las regiones de Valparaíso, O'Higgins, Metropolitana de Santiago y Ñuble.
La región está conformada por las provincias de Arica y Parinacota. Fue creada el 8 de octubre de 2007, tras la entrada en vigencia de la Ley 20.175, que estableció su separación de la región de Tarapacá.

## Historia
Su fundación es incierta, ya que no hay consenso en la fecha de su fundación además de la falta de documentos históricos que lo acrediten. Su desarrollo fue precario hasta 1545, fecha en que el indígena Diego Huallpa descubre en Potosí las más enormes y ricas minas de plata del Nuevo Mundo, siendo Arica el puerto natural de Potosí para la salida de la plata mostrándose en su escudo de armas.
Gracias a los embarques de plata, se le otorga el título de ciudad, pasando a llamarse "La muy ilustre y Real Ciudad San Marcos de Arica", en esa época. A esa fecha la ciudad se convierte en asiento de uno de los 77 corregimientos del Virreinato del Perú, y su población alcanza los 30 000 habitantes.[cita requerida]
Con la creación del sistema de intendencias, Arica pasa a depender directamente de la Intendencia de Arequipa. En 1823, se creó la provincia de Arica como parte del departamento de Arequipa, dentro de la República del Perú. En 1828, se cambia la capital de la provincia de Arica desde Arica a Tacna. En 1837, la provincia pasó a formar junto con la provincia de Tarapacá, el creado departamento Litoral, con capital Tacna.[cita requerida]
En 1855, el tarapaqueño Ramón Castilla, dentro del departamento Litoral, divide la provincia de Tacna en dos provincias: Tacna y Arica. En 1857, se crea el departamento de Moquegua con las provincias de Arica, Tacna, Moquegua y Tarapacá. La capital fue la ciudad de Tacna. En 1868 se crea la provincia Litoral de Tarapacá separada del departamento de Moquegua. En 1875, se crea la provincia Litoral de Moquegua, con capital en la ciudad de Moquegua. El Departamento de Moquegua, pasa a denominarse departamento de Tacna. La provincia Litoral de Tarapacá se convierte en departamento de Tarapacá en 1878, con las provincias de Tarapacá e Iquique.
Con el Tratado de Ancón, luego de la guerra del Pacífico, se incorporó el departamento peruano de Tarapacá, como parte de Chile en 1883. Luego se crea la provincia de Tarapacá, con el departamento de Tarapacá y el departamento de Pisagua. Por otro lado, Chile, pasa a administrar Tacna, Árica y posteriormente Tarata, a través de la provincia de Tacna y el departamento de Tacna y el departamento de Arica. En 1925, Tarata fue devuelta a Perú.
En 1929, tras la firma del Tratado de Lima, el departamento de Arica de la provincia de Tacna es definitivamente chilena.Posteriormente, Chile decidió incorporar el departamento de Arica a la provincia de Tarapacá.
La regionalización realizada en 1976 por la CONARA dividió el país en trece regiones, creando la I región de Tarapacá con base en la antigua provincia homónima, compuesta por los departamentos de Arica, Pisagua e Iquique. Iquique fue nombrada capital de esta nueva región, a pesar de que Arica era una ciudad más activa comercialmente y más poblada, lo que motivó desde aquella época la lucha política por la reforma a la regionalización actual.
Durante los años 1990, esta presión aumentó y, durante la campaña presidencial de Ricardo Lagos, este prometió la creación de la nueva Región de Arica y Parinacota y la Región de Los Ríos. Recién en 2004 fue modificado el artículo de la Constitución de 1980 que indica un número fijo de regiones, primer paso para la creación de Arica y Parinacota. Finalmente, el 16 de septiembre de 2005, el poder ejecutivo anunció el envío del proyecto de ley que pretende crear ambas regiones. El proyecto fue firmado por el presidente Lagos el 21 de octubre, e ingresado al Congreso Nacional el 13 de diciembre del mismo año.

### Creación de la nueva región
El proyecto de ley presentado en dicha oportunidad constaba de tres principales reformas:
- Creación de la nueva región de Arica y Parinacota, comprendiendo las provincias de Arica y Parinacota pertenecientes a la región de Tarapacá.
- Creación de una nueva circunscripción senatorial que comprende a la nueva región. El actual distrito 1 se mantendría intacto, creándose para este efecto la circunscripción senatorial número 20.
- La región de Tarapacá pasaría a estar compuesta solamente por territorio de la actual provincia de Iquique. Sin embargo, ésta se fragmentaría en dos provincias: la de Iquique estaría compuesta por la comuna homónima y la de Alto Hospicio, mientras la nueva provincia del Tamarugal estaría compuesta por las comunas restantes, siendo Pozo Almonte su capital provincial.

Luego del ingreso del proyecto de ley al Congreso Nacional, este comenzó a ser tramitado en la Cámara de Diputados, siendo aprobado en general y particular en dicha cámara, en primer trámite constitucional, el día 19 de abril de 2006, por 90 votos a favor y 11 abstenciones. Sin embargo, fue rechazada la creación de una nueva circunscripción electoral bajo el supuesto de una reforma completa al sistema electoral en el futuro. Tras ello, el proyecto fue remitido al Senado, para su segundo trámite constitucional. El proyecto fue aprobado en particular con modificaciones el 6 de diciembre de 2006, por lo que debió ser enviado a la cámara de origen (la Cámara de Diputados) para que se pronunciara sobre las modificaciones que se introdujeron al proyecto, el cual sería aprobado por ésta en tercer trámite constitucional, el 19 de diciembre de 2006.

Propuesta de bandera para la región de Arica y Parinacota

Tras la aprobación por parte de ambas cámaras, el proyecto fue remitido el 23 de enero de 2007 al Tribunal Constitucional, el cual aprobó la enmienda tres días después. Sin embargo, la sentencia rol 719 del tribunal declaró que el inciso segundo del artículo 1.º del proyecto era inconstitucional, "por cuanto su contenido no tiene relación directa con las ideas matrices o fundamentales del proyecto original del Ejecutivo sobre la materia, violándose de esta forma el artículo 69, inciso primero, de la carta fundamental", y por tanto, debió ser eliminado de su texto. Dicho inciso se refería a los límites proyectados para esta nueva región, y que tuvo origen en una indicación presentada por la presidenta Michelle Bachelet, durante el segundo trámite constitucional del proyecto, en diciembre de 2006, había generado una observación por parte del Perú, en el marco de la controversia sobre los límites marítimos entre ambos países, al considerar "el paralelo del Hito Nº 1 en el Mar Chileno" como inicio de la frontera norte. Al eliminar el inciso, se consideraron como los límites de la región aquellos designados para las provincias de Arica y Parinacota, en el Decreto con Fuerza de Ley N.º 2-18.175 del Ministerio del Interior de 1989, que señala como límite norte de dichas provincias "el límite con Perú, desde el Mar Chileno hasta el paralelo astronómico del trigonométrico Huaylas" y "el límite con el Perú, desde el cerro Quiñuta hasta el límite con Bolivia", respectivamente, y como límite oeste de la provincia de Arica "el Mar Chileno, desde punta Camarones hasta el límite con el Perú".
Una vez realizado todos los procedimientos legislativos, la presidenta Michelle Bachelet firmó el decreto promulgatorio de la ley Nº20 175 que creaba la Región de Arica y Parinacota, comenzando a regir el 8 de octubre de 2007.

## Gobierno y administración

### División político-administrativa
La región de Arica y Parinacota, que tiene por capital a la ciudad de Arica, para efectos del gobierno y administración interior, se divide en 2 provincias.
- Provincia de Arica, cuya capital es Arica.
- Provincia de Parinacota, cuya capital es Putre.

Mientras que estas dos provincias se subdividen en cuatro comunas ―Arica, Camarones, Putre y General Lagos―.
| \| Provincia \| Capital \| Comuna \| \| ---------- \| ------- \| ------------- \| \| Arica \| Arica \| Arica \| \| Arica \| Arica \| Camarones \| \| Parinacota \| Putre \| General Lagos \| \| Parinacota \| Putre \| Putre \| | Arica Putre General Lagos Camarones |               |
| Provincia | Capital                             | Comuna        |
| Arica | Arica                               | Arica         |
| Arica | Arica                               | Camarones     |
| Parinacota | Putre                               | General Lagos |
| Parinacota | Putre                               | Putre         |

### Autoridades
La administración de la región del poder ejecutivo radica en el Gobierno Regional de Arica y Parinacota, constituido por el Gobernador de Arica y Parinacota y por el Consejo Regional, además de contar con la presencia del Delegado Presidencial Regional de Arica y el Delegado presidencial Provincial de Parinacota, representantes del gobierno central del país.
Para los efectos de la administración local, las provincias están divididas a su vez en cuatro comunas ―Arica, Camarones, Putre y General Lagos― en total regidas por su respectiva municipalidad.
El poder legislativo se encuentra representado y dividido territorialmente a través de la 1.º circunscripción senatorial del Senado de Chile constituido por dos senadores y el 1.º distrito electoral de la Cámara de Diputados compuesto por tres diputados, los cuales representan a las comunas de Arica, Camarones, Putre y General Lagos.

#### Gobernador Regional
- Diego Paco Mamani (RN)

#### Delegado Presidencial Regional
- Camila Rivera Tapia (PPD)

#### Delegado Presidencial Provincial
- Parinacota: José Miguel Huanca Mamani (FA)

#### Alcaldes
| Comuna        | Alcalde                | Partido | Comuna    | Alcalde              | Partido |
| ------------- | ---------------------- | ------- | --------- | -------------------- | ------- |
| Arica         | Orlando Vargas Pizarro | Ind.    | Camarones | Cristian Zavala Soto | PDC     |
| General Lagos | Alex Castillo Blas     | PRCh    | Putre     | Javier Tito Huaylla  | Ind-UDI |

#### Parlamentarios

##### Senadores
| Circunscripción | Senadores                                     | Partido |
| --------------- | --------------------------------------------- | ------- |
| 1               | José Miguel Insulza Salinas José Durana Semir | PS UDI  |

##### Diputados
| Distrito | Diputados                                                        | Partido       |
| -------- | ---------------------------------------------------------------- | ------------- |
| 1        | Vlado Mirosevic Verdugo Enrique Lee Flores Luis Malla Valenzuela | PL Ind-PSC PL |

#### Secretarías regionales ministeriales
| Hacienda                            | Alejandro Montalar              | FRVS |
| Seguridad Pública                   | Elsa Cortez San Francisco       | PS   |
| Gobierno                            | Nicolás González                | FA   |
| Economía, Fomento y Turismo         | José Zúñiga Verdugo             | PS   |
| Desarrollo Social y Familia         | María Isabel Cid Figueroa       | PCCh |
| Educación                           | Francisco Valcarde Llancapichún | FA   |
| Justicia y Derechos Humanos         | Ana Vargas Valenzuela           | PL   |
| Trabajo y Previsión Social          | Jennifer Lazo Vergara           | FA   |
| Obras Públicas                      | Priscila Aguilera Caimanque     | PL   |
| Salud                               | Leonardo Valenzuela Atenas      | AH   |
| Vivienda y Urbanismo                | Gladys Acuña Rosales            | PS   |
| Bienes Nacionales                   | Rodrigo Díaz Bognadic           | FA   |
| Agricultura                         | Danisa Pallero Zárate           | PL   |
| Minería                             | Daniel Curiqueo Barraza         | PR   |
| Transporte y Telecomunicaciones     | Pablo Maturana Fuentes          | PL   |
| Energía                             | Anita Flores Vásquez            | Ind. |
| Medio Ambiente                      | Diego Arellano                  | PPD  |
| Deporte                             | Lino Mamani Vicente             | PPD  |
| Mujer y Equidad de Género           | Camila Roberts Azócar           | PCCh |
| Culturas, las Artes y el Patrimonio | Kateryn Garzón Manzano          | AH   |

## Geografía y clima

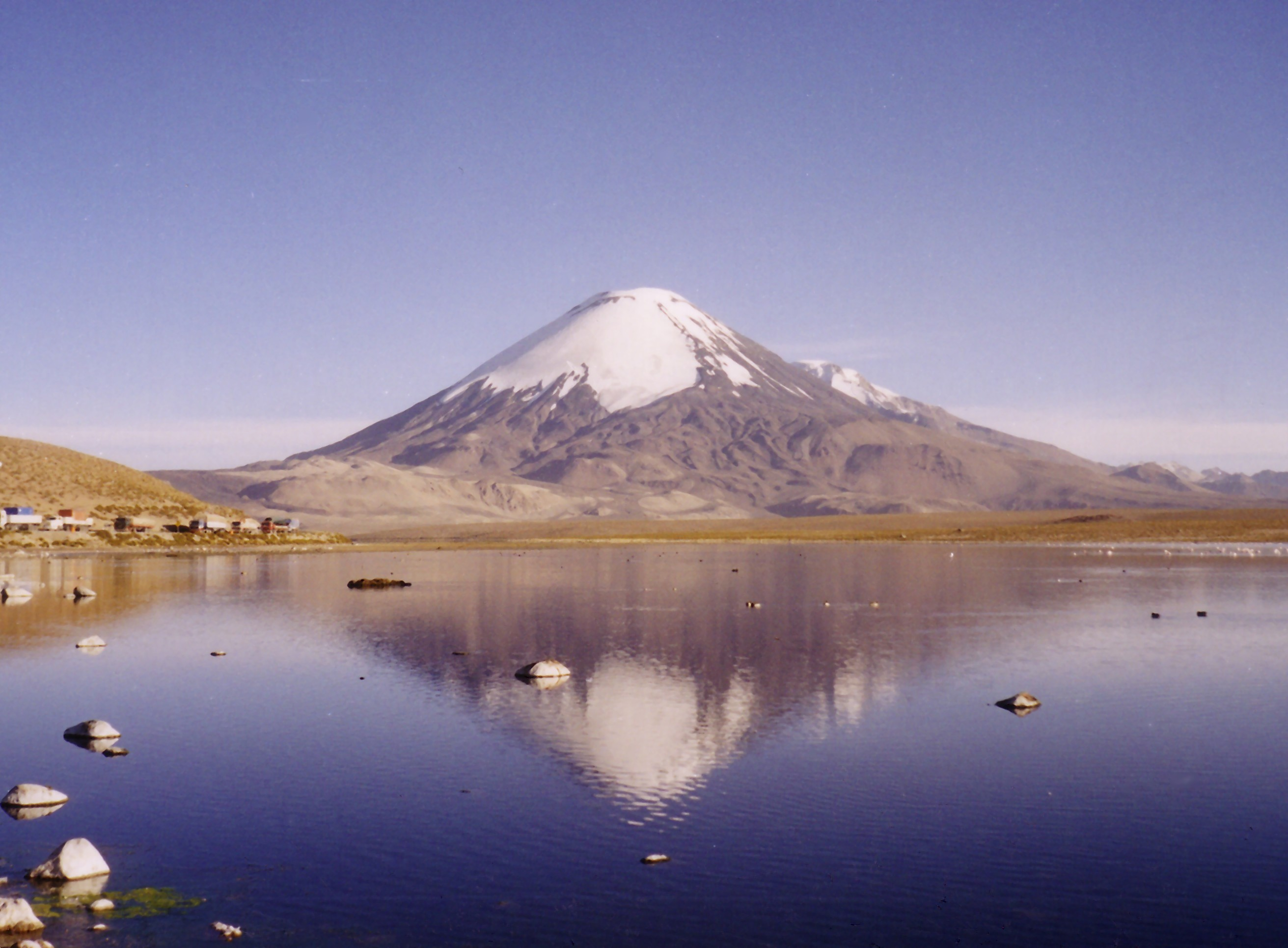
Vista del lago Chungará con el volcán Parinacota al fondo, en el Parque Nacional Lauca.

Debido a su ubicación, es una región de características desérticas. Su geografía está compuesta por 5 franjas longitudinales demarcadas claramente. Las llanuras costeras son escasísimas y casi inexistentes, a excepción de Arica, debido a la presencia de la cordillera de la Costa, que nace en el cerro Camaraca, a 30 km al sur de la Línea de la Concordia. Esta cordillera no tiene grandes alturas pero cae abruptamente al mar. La Depresión Intermedia alcanza unos 40 kilómetros de ancho y 500 de longitud. Esta depresión es cortada por quebradas, los únicos cauces hídricos de la región, destacándose Azapa, Lluta, Camarones y Vítor. Entre las quebradas se forman las denominadas pampas.
La cordillera de los Andes se divide en dos brazos: uno oriental que recorre Bolivia y el occidental que pasa por Chile. Acá se encuentran varios volcanes activos que se elevan sobre los 6000 metros de altitud, como el Pomerape, el Guallatiri y el Parinacota que, con 6348 metros, es el punto más alto de la región. El altiplano andino, que se ubica entre los cordones oriental y occidental, posee un promedio de 4000 metros de altitud. Aquí se encuentran varios ríos y lagunas endorreicas (ríos Caquena, Lauca, Isluga y Cariquima, lago Chungará y las lagunas Parinacota, Cotacotani y Blanca), lo que produce la existencia de salares como el salar de Surire, y de bofedales. En ellas existe una gran biodiversidad, destacándose animales como las llamas, guanacos, vicuñas, alpacas y flamencos, y flora como la llareta. La altitud genera en muchas personas el llamado mal de altura o puna, debido a la presión atmosférica más baja que la que están acostumbrados.
El clima es notoriamente diferente entre la costa, las pampas y el altiplano. En la costa, se respira un ambiente templado, con abundante humedad y escasas precipitaciones, manteniéndose durante todo el año con temperaturas extremas entre los 15 °C y 30 °C dependiendo de la estación del año, esto con una mínima oscilación térmica diaria. Hay también abundante nubosidad litoral, la cual penetra en las pampas y conforma una espesa niebla conocida en la zona como camanchaca. El altiplano presenta cambios muy bruscos de temperatura, variando desde los 35 °C de temperatura en el día a los -20 °C durante la noche. En el desierto ocurre algo semejante, pero nunca con temperaturas tan bajas. Las precipitaciones son prácticamente nulas, pero las pocas existentes ocurren normalmente en la puna andina durante el verano austral (febrero). Este efecto es conocido como invierno altiplánico o alta de Bolivia.
En el sector costero las temperaturas son gratas, con variaciones diarias y estacionales poco
marcadas. Hacia el interior, considerando como desierto absoluto, la sequedad atmosférica es extrema y las oscilaciones térmicas diarias son muy amplias.

## Demografía

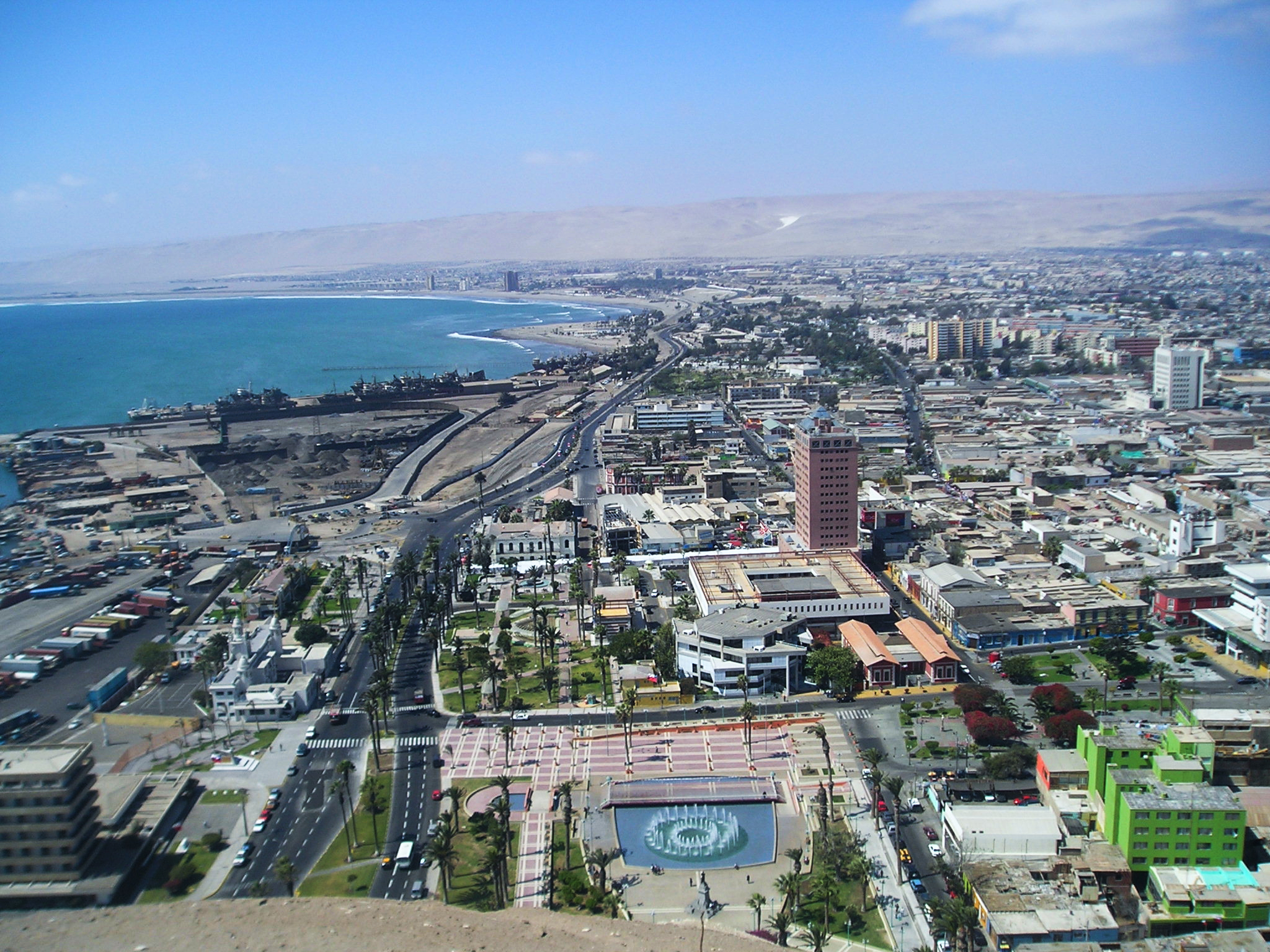
Comuna de Arica.

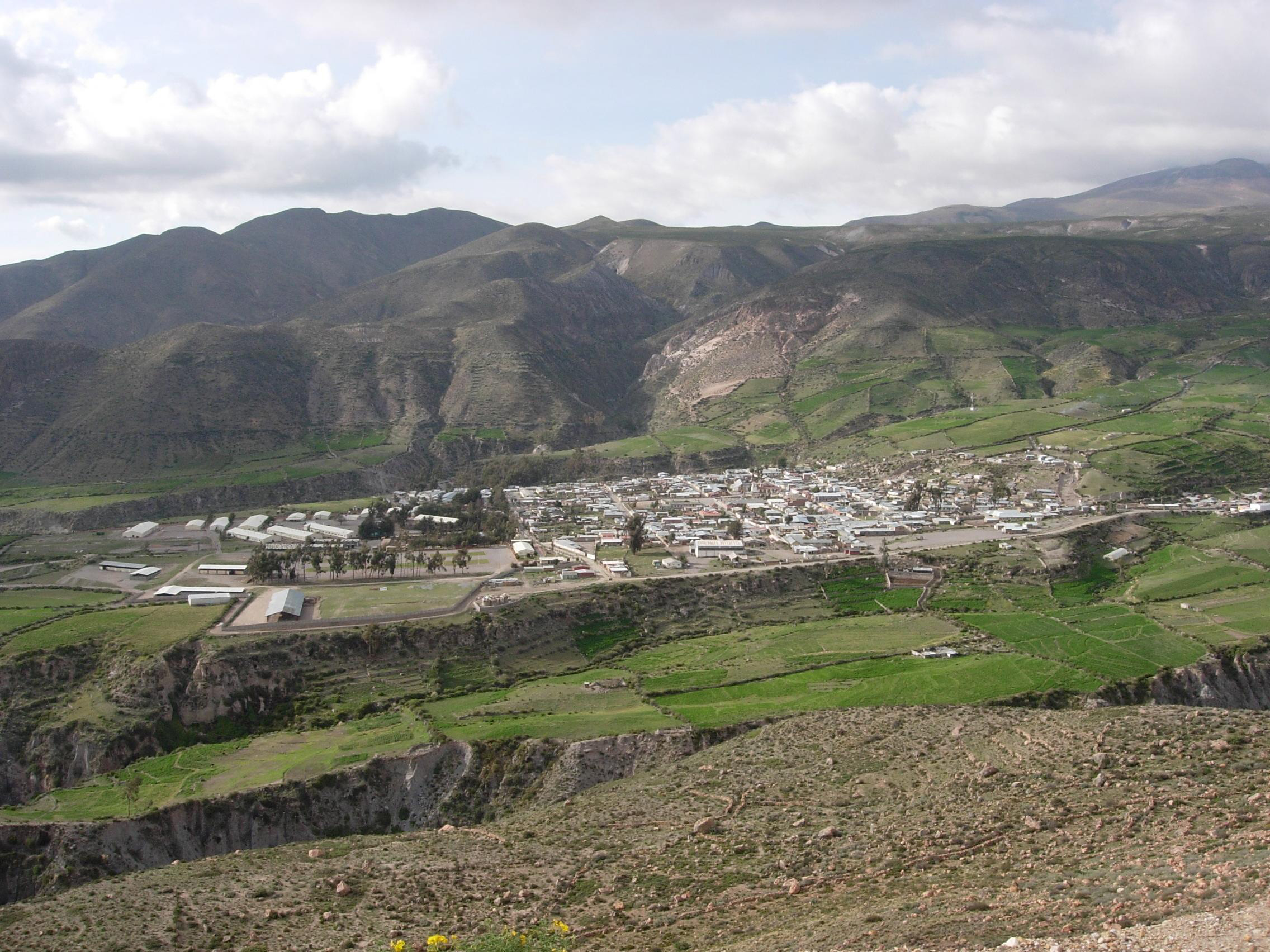
Comuna de Putre.

Según los primeros datos aportados por el precenso 2017 del INE, la región está poblada por 226 068 habitantes. Su densidad alcanza a los 11,2 habitantes por km².
Esta región concentra la mayor población aimara, proveniente principalmente de Bolivia y de pueblos cordilleranos de la región. En el último tiempo, la población quechua ha logrado visibilizar su identidad, cultura, costumbres y lenguas en Arica y Parinacota. 
En la región también existe presencia de afrodescendientes y descendientes asiáticos.
A nivel de ciudades, las más pobladas censo (2024) son:
- Arica, con 241 653 habitantes
- Putre, con 1547 habitantes.

| \| Comuna \| Población (2024) \| \| ------------- \| ---------------- \| \| Arica \| 241.653 \| \| Putre \| 1.547 \| \| Camarones \| 861 \| \| General Lagos \| 508 \| Fuente: Censo2024 |                  |
| Comuna | Población (2024) |
| Arica | 241.653          |
| Putre | 1.547            |
| Camarones | 861              |
| General Lagos | 508              |

## Economía

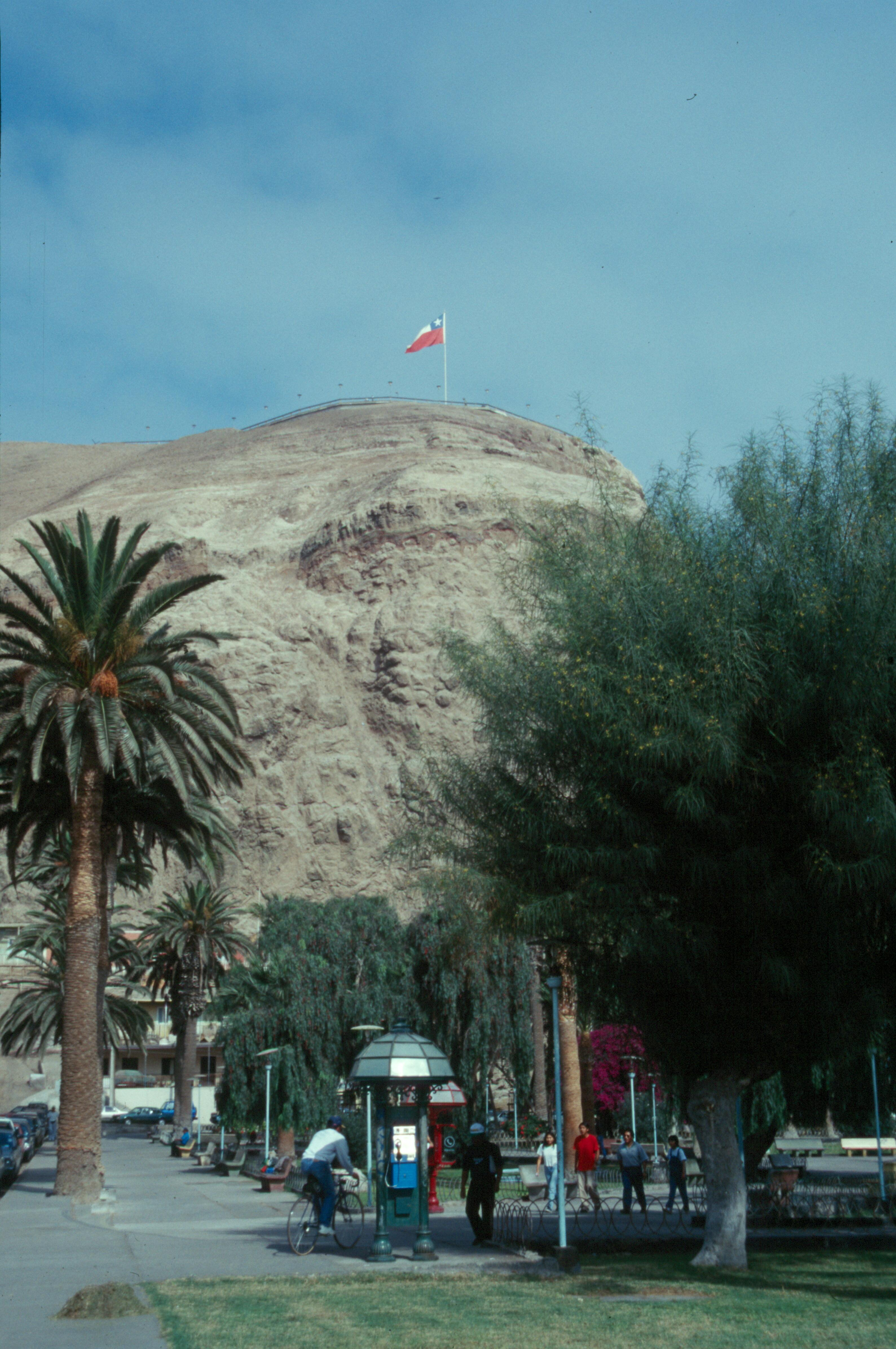
Morro de Arica.

La economía de la región se basa principalmente en la extracción de recursos naturales, especialmente mineros y pesqueros.[cita requerida]

## Relaciones internacionales
La Región de Arica y Parinacota alberga diversas instituciones de relaciones internacionales. Entre ellas, destaca la Unidad Regional de Asuntos Internacionales (URAI) del Gobierno Regional de Arica y Parinacota en la ciudad de Arica, encargada del análisis y la gestión de las relaciones bilaterales y multilaterales de la región con Perú y Bolivia, América Latina y el resto del mundo. También la Comisión de Relaciones Internacionales del Consejo Regional de Arica y Parinacota, junto con entidades gubernamentales como la oficina regional en Arica del Servicio Nacional de Migraciones, la oficina regional en Arica de la Dirección General de Promoción de Exportaciones (ProChile) y la Prefectura de Migraciones y Policía Internacional Arica y Parinacota de la Policía de Investigaciones.
En el ámbito de la internacionalización en educación superior, la principal institución de la Región de Arica y Parinacota es la Dirección de Relaciones Interinstitucionales e Internacionales de la Universidad de Tarapacá, encargada de la cooperación académica y la movilidad estudiantil a nivel global.

### Consulados en Arica
| - Alemania (Consulado Honorario) - Austria (Consulado Honorario) - Bélgica (Consulado Honorario) - Bolivia (Consulado General) - Dinamarca (Consulado Honorario) - Ecuador (Consulado Honorario) | - España (Consulado Honorario) - Hungría (Consulado Honorario) - Italia (Viceconsulado Honorario) - Perú (Consulado General) - Reino Unido (Consulado Honorario) |